# Перианални крвни подлив
Перианални крвни подлив или перианални хематом је локва крви која се скупља у ткиву  испод површине коже на ивици аналног отвора. Настаје услед трауматске руптуре малог крвног суда у овој области услед високог притиска који настаје током физичког напрезања.
Већина перианалних крвних подлива не захтева лечење јер се повлачи спонтано. Међутим, неке је потребно исушити једноставном хируршком процедуром.  
Иако перианални крвни подлив има сличности са пролапсом хемороида због веома сличне симптоматологије, пролапс хемороида је накупина крви која се налази унутар или изван ануса, пре него што се поново врате у анус, а перианални крвни подливе се јавља само изван ануса у перианалном подручју (види слику десно).

## Етиологија
Иако имају сличне симптома, перианални крвни подливи и хемороиди међусобно разликују могу имати исте узроке.
Све што врши притисак на аналне вене може довести до перианалног хематома, укључујући:
Јак кашаљ
Снажан, сув и учестао кашаљ може да изазову додатни притисак на вене које окружују анус, што доводи до њиховог пуцања, крварења и стварање крвног подлива.
Затвор
Ако је присутно нередовно пражњење столице може се јавити затвор, код кога је већа вероватноћа појава тврде столице, која доводи до напрезање током пражњења црева, што може довести до превеликог надражаја перианалних вене, које може да узрокујући њихову руптуру и крварење.
Медицинске процедуре
Медицинске процедуре које укључују преглед и терапију у подручју ануса могу повећати ризик од аналног крварења. (нпр колоноскопија, сигмоидоскопија или аноскопија).
Трудноћа
Труднице имају већи ризик од развоја перианалних крвних подлива и хемороида, јер како беба расте у материци, она врши додатни притисак на анус. 
Такоже током порођаја, повећан је притисак детете на ануса услед гурања прода ка излазу из роднице што такође може изазвати перианално крварење и хемороиде.
Седантерни начин живота
Дуготрајно седење које ствара додатни притисак на анус, може код људи који послове обављају претежно седећи за столом или аутомобилу изазвати висок ризик од развоја перианалног крвног подлива.
Подизање тешког терета
Подизање нечег тешког, посебно нечег што је теже него што је нека особа навикла да диже, врши притисак на тело, укључујући и анус, што може резултовати пуцање крвних судова у перианалном пределу.

## Клиничка слика
Перианални хематом изгледа као плава модрица испод коже или тамнољубичаста колекција крви у близини ануса. Такође можете осетити малу квржицу, у распону од малог грожђица до тениске лоптице.
Остали симптоми перианалног хематома укључују:
- равна или или испупчена кожа у околини ануса
- благ до јак бол, у зависности од величине крвног подлива
- крвава столица

## Дијагноза
Дијагноза перианалног крвног подлива поставља се анамнезом и физички прегледом ануса и перианалног предела, након кога се уочава перианални крвни подлив, у облику оток умерене величине који се појављује на аналном рубу који је напет и интензивно болан на додир.  
Дијагностиковање перианалног крвног подлива мање је инвазивно и много лакше од дијагностиковања хемороида, јер се крвни подливе појављује само на спољашњој страни ануса, тако да нису потребне инвазивније дијагностичке методе као што су  аноскопија, колоноскопија или било која друга дијагностичка процедура.

## Терапија
Већина перианалних крвних подлива се повлачи спонтано без икакве терапије у року од пет до седам дана. За сво то време крвни подлив може  изазвати бол, који се може купирати: хладним облогама у пределу крвног подлива, купањеме два пута дневно, седењем на меком јастуку са простором за ублажавање притиска, додавањем више влакана исхрани, избегавањем људих и зачињених јела, избегавањем напорних активности.
У зависности од величине крвног подлива и његове клиничке слике може се препоручити инцизија и евакуација крвног подлива у првих седам дана. Ова једноставна процедура спроводи се малим инцизионим резом, кроз који се уклања крвни угрушак формиран у крвном подливу. Због могуће инфекције рез се након инцизије не ушива хируршким концем већ се оставља отвореним, првих неколико дана а затим ушива. Након ове интервенције обавезно је редовно одржавање перианалног подручје што је могуће чистијим и сувим док излечења.

## Прогноза
Пошто су перианални крвни подливи обично резултат физичког напрезања, могу се и виђе пута поновити у току пацијентовог живота.